# José Santacruz Londoño
José Santacruz Londoño, (Cali, 1 de octubre de 1943 - Medellín, 5 de marzo de 1996) fue un narcotraficante Colombiano, cuarto al mando del Cártel de Cali.  
Junto a los hermanos Gilberto y Miguel Rodríguez iniciaría un grupo delictivo conocido como Los Chema, que para finales de los años 70 se conocería como el Cartel de Cali, organización criminal que en su apogeo llegó a suministrar el 80% de la cocaína del mundo e ingresar miles de millones de dólares anualmente. El gobierno estadounidense lo consideraba el diseñador de las redes de distribución internacional del cartel.
Mientras el Cartel de Medellín participó en una campaña contra el gobierno colombiano, el cartel de Cali creció económicamente. El cartel se inclinó más hacia el soborno en lugar de la violencia. Sin embargo, después de la desaparición del Cartel de Medellín, las autoridades colombianas centraron su atención en el cartel de Cali, especialmente tras el escándalo del Proceso 8000.
La campaña comenzó en el verano de 1995, varios líderes del cartel de Cali fueron detenidos, Santacruz fue detenido el 4 de julio de 1995; sin embargo se escapó de la cárcel La Picota de Bogotá el 11 de enero de 1996. Después de la fuga de Santacruz; según el reporte oficial de la policía, se le rastreó en Medellín el 5 de marzo y le dieron de baja por hechos fortuitos durante el operativo de captura.

## Biografía
José Santacruz nació en Cali el 1 de octubre de 1943. Además del alias mencionado, también fue conocido como El Estudiante por haber realizado estudios universitarios cursando hasta cuarto semestre de ingeniería en la Universidad del Valle en 1967.
A Santacruz se le conocieron 4 compañeras sentimentales de la cual la más conocida es Amparo Castro, y seis hijos entre todas las cónyuges. Todos sus hijos nacieron y residen en los Estados Unidos.

### Trayectoria delictiva
José Santacruz se inició en el mundo delincuencial junto a los hermanos Gilberto y Miguel Rodríguez, conformando la banda criminal "Los Chemas"; se iniciarían en el mundo del narcotráfico en la misma década de 1970, Santacruz fue el enlace entre los hermanos Rodríguez y Helmer "Pacho" Herrera; luego todos juntos conformarían la cúpula del cartel de Cali. 
Su principal centro de distribución mayorista de cocaína y las operaciones de blanqueo de capitales se centraban en torno al área metropolitana de la ciudad de Nueva York, donde fue arrestado por primera vez en 1977, por posesión de armas, pero logró fugarse.
Según el Bloque de búsqueda fue conocido como Mil rostros por las varias cirugías plásticas a las que se sometió para despistar a las autoridades. Se cree que ordenó el asesinato, en 1992, de Manuel de Dios, un periodista de investigación cuyos artículos sobre el tráfico de drogas para un periódico en idioma español en Nueva York encolerizó al cartel.
Además, la organización Santacruz Londoño estaba vinculada a operaciones de producción en el nordeste de Estados Unidos. En junio de 1992 la DEA incautó dos laboratorios de cocaína de conversión en Brooklyn, Nueva York, que estaban conectados a Santacruz. Las investigaciones de la DEA también vinculaban a Santacruz en operaciones de lavado de dinero en varias ciudades de Europa y América.
Se estima que su fortuna superó los US$10 000 millones. Su organización también participó en la producción de drogas, distribución al por mayor y el blanqueo de dinero. También desempeñó un papel clave en el cártel de Cali en actividades de recopilación de inteligencia.
Santacruz contrató a los decoradores estadounidenses, Alexander Blarek y Frank V. Pellecchia, quienes durante casi 17 años decoraron las mansiones y apartamentos del narcotraficante, y que a la postre serían enjuiciados y hallados culpables del delito de lavado de dinero, por un jurado de la Corte Federal del Distrito en Brooklyn.

## Captura y muerte
Santacruz fue detenido el 4 de julio de 1995 en un restaurante al norte de Bogotá. Escapó de la prisión de La Picota, en Bogotá el 11 de enero de 1996, con el objetivo de reorganizar el cartel de Cali, para lo que buscó nuevas alianzas con los miembros que quedaron del extinto cartel de Medellín, la guerrilla de las FARC-EP y paramilitares, esto debido a que sus antiguos aliados del Cartel del Norte del Valle se habían vuelto contra ellos. 
Al inicio, la versión oficial de la Policía fue que habían dado de baja al capo en un enfrentamiento en Medellín el 5 de marzo de 1996, posteriormente se conoció, por las versiones libres de algunos narcotraficantes como Hernando Gómez Bustamante Rasguño, el exparamilitar Ever Veloza HH, y declaraciones de William Rodríguez, hijo de Miguel Rodríguez Orejuela, que el hecho había sido orquestado por Carlos Castaño y capos del Cartel del Norte del Valle en complicidad con el coronel activo de la Policía Nacional Danilo González, para que su asesinato se mostrara ante los medios de comunicación como el resultado de un operativo de la Policía Nacional.

## En la cultura popular
- Existe  En la serie El cartel es interpretado por Nestor Alfonso Rojas con el personaje de Ignacio "Nacho" Sotomayor.
- En la serie Escobar, el patrón del mal es interpretado de manera silenciosa por Hermes Camelo conservando su nombre.
- En la serie Tres Caínes es interpretado por Carlos Congote con el personaje José "Pepe" Santamaría".
- En la serie En la boca del lobo es interpretado por Bruno Díaz con el nombre de Pepe de la Cruz.
- En la serie  Narcos es interpretado por Pêpê Rapazote.
- Jairo Varela del Grupo Niche habría compuesto la canción Mi hijo y yo como encargo de José Santacruz para su hijo.[4]